# Dębieńsko (gmina)

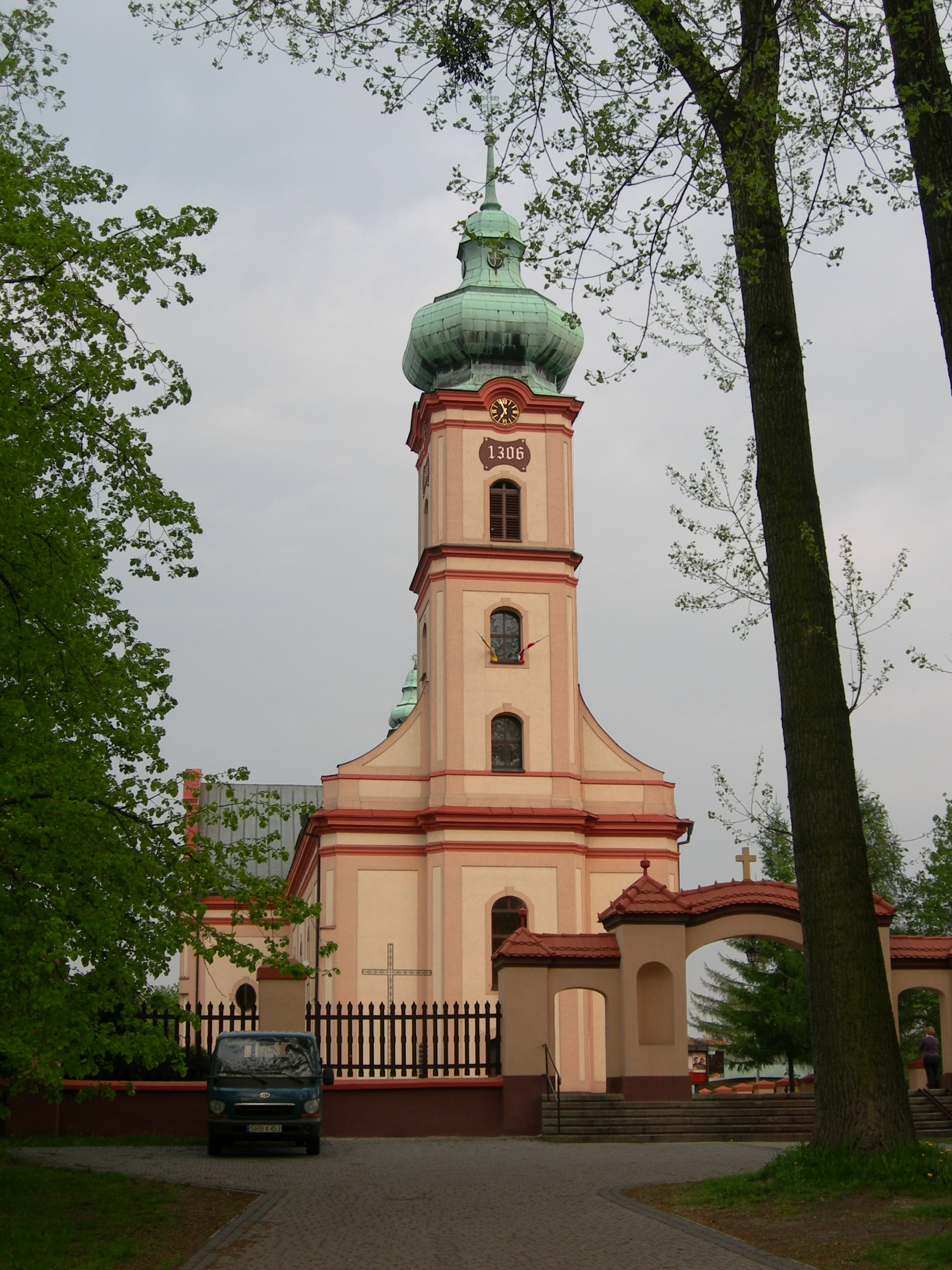
Kościół w Dębieńsku

Dębieńsko – dawna gmina wiejska istniejąca w latach 1945–1954 w woj. śląskim, katowickim i stalinogrodzkim (dzisiejsze woj. śląskie). Siedzibą władz gminy było Dębieńsko (obecnie dzielnica Czerwionki-Leszczyn).
Gmina zbiorowa Dębieńsko powstała w grudniu 1945 w powiecie rybnickim w woj. śląskim (śląsko-dąbrowskim). Według stanu z 1 stycznia 1946 gmina składała się z 2 gromad: Dębieńsko Stare i Dębieńsko Wielkie. 6 lipca 1950 zmieniono nazwę woj. śląskiego na katowickie, a 9 marca 1953 kolejno na woj. stalinogrodzkie.
Według stanu z 1 lipca 1952 gmina składała się już tylko z samego Dębieńska (po komasacji Dębieńska Starego i Wielkiego) i przez to nie była podzielona na gromady. Gmina została zniesiona 29 września 1954 wraz z reformą wprowadzającą gromady w miejsce gmin.
Jednostki nie przywrócono 1 stycznia 1973 wraz z kolejną reformą reaktywującą gminy, a Dębieńsko weszło w skład nowo utworzonej gminy Ornontowice. W związku ze zniesieniem gminy z dniem 1 lutego 1977, Dębieńsko przyłączono do miasta Leszczyny (przemianowanego w 1992 roku na Czerwionka-Leszczyny).